# My Hydri
My Hydri är en gul jätte i Lilla vattenormens stjärnbild.
Stjärnan har visuell magnitud +5,28 och är svagt synlig för blotta ögat vid normal seeing. Den befinner sig på ett avstånd av ungefär 285 ljusår.